# Crabes farcis
Les crabes farcis (espagnol : jaibas rellenas) sont un plat typique de la gastronomie du golfe du Mexique, notamment du Tamaulipas et du nord et centre de l'État de Veracruz. Il est réalisé avec des crabes (Callinectes sapidus), un type de crabe bleu.
Ce plat ressemble aux necoras rellenas, un plat du nord de l'Espagne qui est de même facture, mais à partie de necoras, un type local de crabe. La sauce Veracruz est aussi proche de la version espagnole, notamment par ses ingrédients.

## Préparation
Les crabes ne doivent pas avoir été débarrassés de leurs carapaces, car ce sont elles qui seront farcies, après cuisson dans l'eau bouillante jusqu'à ce qu'elles prennent une couleur orange vif.
D'autre part, la chair de crabe est préparée dans une poêle avec une sauce Veracruz faite avec de la tomate, de l'ail, du piment, de l'oignon, des olives, des câpres. Lorsqu'on mentionne un plat « à la veracruzana », on fait référence à cette sauce qui est un classique de la gastronomie de Veracruz. Le plat gagne beaucoup à être enrichi par du vin blanc.
Avec la chair de crabe « à la veracruzana », les carapaces sont farcies et le tout est pané avec de l'œuf et de la chapelure, avant d'être cuit au four ou frit.
Des recettes incluent du lait de coco et de la noix de coco râpée.